# Семейство Симпсън: Филмът
„Семейство Симпсън: Филмът“ (на английски: The Simpsons Movie) е американски анимационен филм от 2007 г., базиран на анимационния сериал „Семейство Симпсън“ и е режисиран от Дейвид Силвърман.
Разговори за евентуален пълнометражен филм „Семйство Симпсън“ са водени още от ранните дни на анимацията. Епизодът „Kamp Krusty“ е плануван първоначално за филм, но остава само епизод, след трудностите при разширяване на сценария за рамките на филм. Има слухове в интернет, че създаването на филм е в развой, но не е било до 2004 г., когато тези слухове са потвърдени. През тази година продуцентите обявяват, че подготвят пълнометражен филм, който ще види бял свят след края на сериала.
След като е подписан договор за продължаване на сериала до Сезон 20, следва, че такъв филм най-рано ще излезе на екраните през лятото на 2008 г. Тази информация е потвърдена от Туентийът Сенчъри Фокс на 6 юни 2005 г. Също като сериала, филмът ще е анимационен (Мат Грьонинг отхвърля предложението за игрален филм, за да не разгневи верните фенове) и ще включва шестимата озвучаващи актьори – Дан Кастеланета, Джули Кавнър, Нанси Картрайт, Ярдли Смит, Ханк Азария и Хари Шиърър, както и най-вероятно Марша Уолъс, Маги Розуел, Памела Хейдън и Трес Макнийл. Спекулира се, че известни личности ще озвучават малки или основни роли. IMDb добавят страница в сайта си за филма, като сочат дата за пускането му по екраните през ноември 2008, а същевременно от друг сайт — Yahoo! Movies твърдят, че ще бъде пуснат през 2007. Премиерата на филма, под заглавие „Семейство Симпсън: Филмът“, в САЩ е на 27 юли 2007 г.